# Toujours dans mon cœur
Pour la chanson de Phil Collins, voir You'll Be in My Heart.
Pour plus de détails, voir Fiche technique et Distribution.
Toujours dans mon cœur (Ever in My Heart) est un film américain réalisé par Archie Mayo, sorti en 1933.

## Synopsis
En 1909, Mary Archer, issue d’une famille aisée américaine, attend le retour de son cousin Jeff. Quand il revient d’Allemagne avec un ami allemand, Hugo Wilbrandt, une romance débute entre Mary et Hugo. Après leur mariage, Hugo prend la nationalité américaine, entre à l’université, et les Wilbrandt prospèrent jusqu'à l'avènement de la Première Guerre mondiale qui apporte une tempête de haine anti-allemand. Les troubles qui en résultent, aigrissent Hugo, qui regrette alors sa citoyenneté américaine.

## Fiche technique
- Titre : Toujours dans mon cœur
- Titre original : Ever in My Heart
- Réalisation : Archie Mayo
- Scénario : Bertram Millhauser d'après une histoire de Beulah Marie Dix et Bertram Millhauser
- Production : Hal B. Wallis
- Société de production : Warner Bros. Pictures
- Photographie : Arthur L. Todd
- Montage : Owen Marks
- Direction artistique : Anton Grot
- Costumes : Earl Luick
- Pays de production : États-Unis
- Langue : anglais
- Format : Noir et blanc - Son : Mono
- Genre : Drame
- Durée : 68 minutes
- Date de sortie :
  - États-Unis : 28 octobre 1933

## Distribution
- Barbara Stanwyck : Mary Archer Wilbrandt
- Otto Kruger : Hugo Wilbrandt
- Ralph Bellamy : Jeff
- Ruth Donnelly : Lizzie, la domestique
- Laura Hope Crews : Grandma Caroline Archer
- Frank Albertson : Sam Archer
- Ronnie Cosby : Teddy 'Sonny' Wilbrandt
- Clara Blandick : Anna, la cuisinière
- Willard Robertson : Kennel Caretaker
- Nella Walker : Cousine Martha Sewell
- Harry Beresford : Eli, le jardinier
- Virginia Howell : Cousine Serena Honeywell

Acteur non crédités :
- George Cooper : le soldat Lefty
- Florence Roberts : Eunice
- Frankie Thomas